# Стайсон, Эдуард Янович
Стайсон Эдуард Янович (13 апреля 1923, Петроград, СССР — 22 июля 1992, Швеция) — советский яхтсмен, участник Олимпийских игр 1960 года, чемпион СССР, заслуженный тренер РСФСР (1972), мастер спорта СССР по парусному спорту (1957), организатор парусного спорта в СССР.

## Биография
Родился в Петрограде на Крестовском острове.
Парусным спортом начал заниматься в 1936 году в яхт-клубе ЛГСПС. В последнюю предвоенную навигацию выиграл юношеское первенство Ленинграда.
Через месяц после окончания средней школы, в июле 1941 года был призван в Красную Армию. После короткого обучения стал бойцом полковой разведки. Имел ранения, был награждён орденами Славы III степени и Отечественной войны I степени.
После войны поступил на учёбу в Высшую школу тренеров при Институте физической культуры им. П. Ф. Лесгафта, которую с успехом окончил в 1947 году. Поступил на работу тренером в Центральный яхт-клуб, организовал массовое обучение детей. Совершал учебные плавания из Ленинграда в полуразрушенные войной Койвисто и Выборг. Многие яхтсмены прошли в этих плаваниях жесткую школу «оморячивания» и с благодарностью вспоминали своих первых наставников.
В начале 50-х годов ХХ-го века у Стайсона появилась возможность гоняться на чемпионатах СССР по парусному спорту. Становился призёром в классах «Л-4» и «Дракон». В 1955 году экипаж Э.Стайсона в «Драконах» занял второе место и по итогам всего сезона вошел в число кандидатов на участие в Олимпийских играх 1956 года. Тренерскую работу пришлось оставить, сосредоточившись только на гонках. На Летних Олимпийских Играх 1956 в Мельбурне он был запасным в сборной команде СССР.
Задачу на новое четырехлетие Стайсону пришлось решать в непростых условиях. В классе «Дракон» не собирались сдавать своих позиций И. Матвеев и Е. Канский, перешел с класса «Финн» и сразу заявил о себе москвич Ю. Шаврин, а в завершении сезона 1957 года сенсационную победу в чемпионате СССР одержал 27-летний Вячеслав Попель. На 1957 год представлял общество «Энергия» (Ленинград).
В 1958 году Стайсон перешел из Центрального яхт-клуба ВЦСПС и из общества «Трудовые резервы» в яхт-клуб общества «Водник». Решение оказалось правильным и 1959 год стал триумфальным для Э. Стайсона. Он занимал призовые места на Черноморской и Балтийской регатах, а завершил сезон долгожданной победой на чемпионате СССР в Одессе. В итоге в 1960 году экипаж Стайсона завоевал путёвку на Олимпийскую парусную регату в Неаполе.
На регате в Неаполе экипаж советского «Дракона» в составе Э. Стайсона, Н. Епифанова и В. Можаева выступал на яхте по имени «Персей» и занял только 16 место. На фоне фантастической победы Тимира Пинегина и Федора Шуткова в «Звездном» классе, блестящего выступления Александра Чучелова, ставшего серебряным призером на «Финне», выступление ленинградцев выглядело провалом. Не лучшим образом оно сказалось и на последующей гоночной биографии Стайсона. Он еще продолжал выступать, но призовых мест уже не завоевывал.
В 1964 году Эдуард Стайсон стал старшим тренером общества «Водник». Его воспитанниками были, в частности, чемпионы СССР Владимир Васильев, Эдуард Шугай («Звёздный»), Юрий Кисилёв (класс 5,5).
В начале 70-х годов ХХ-го века по инициативе Э. Я. Стайсона был привлечён инвестор (в лице Балтийского морского пароходства) для полной реконструкции яхт-клуба «Водник». Опыт и организаторский талант Э. Я. Стайсона были востребованы при подготовке проведения Олимпийской парусной регаты 1980 года в Таллине. Он возглавил Гоночный комитет дистанции «Браво». Перед этим, бригадой Стайсона на отлично были проведены гонки VII Летней Спартакиады народов СССР и крупнейшей в отечественной истории XXXI Международной Балтийской регаты 1979 года.
После Олимпиады-80 Эдуард Янович еще в течение 12 лет работал тренером, входил в состав Президиума ленинградской городской федерации парусного спорта.
Скончался 22 июля 1992 года, в Швеции, во время дальнего спортивного плавания. Урна с прахом захоронена в Санкт-Петербургском крематории, Шафировский проспект, 12.

## Государственные награды
- Орден Славы III степени
- Орден Отечественной войны I степени